# Ampedus kirghisicus
Ampedus kirghisicus là một loài bọ cánh cứng trong họ Elateridae. Loài này được Platia miêu tả khoa học năm 2001.